# حسن بيه الغلبان (فلم)
حسن بيه الغلبان فيلم مصري تم إنتاجه 1982، من إخراج هنري بركات وبطولة سمير غانم وإسعاد يونس ويونس شلبي وسعيد صالح.

## تمثيل
- سمير غانم
- إسعاد يونس
- يونس شلبي
- سعيد صالح
- توفيق الدقن
- علي الشريف
- صلاح نظمي
- أحمد عدوية
- وداد حمدي

سبعة ممثلين على الأقل من الممثلين الذين ظهروا في الفيلم، كانوا قد ظهروا سابقاً في فيلم شعبان تحت الصفر، وهم إسعاد يونس، صلاح نظمي، علي الشريف، ورشاد فرج، وأنجيل آرام، ومختار السيد، أحمد عدوية. إضافة إلى مجموعة أخرى من الممثلين الثانويين. 
كذلك فإن الفيلمين اشتركا في عدد من أفراد طاقم العمل الرئيسيين، وهم: سمير عبد العظيم (المؤلف)، عبد العزيز فخري (المونتير)، جمال سلامة (موسيقى تصويرية)، هنري بركات (المخرج).